# Ovsiše
Ovsiše je naselje u slovenskoj Općini Radovljici. Ovsiše se nalazi u pokrajini Gorenjskoj i statističkoj regiji Gorenjskoj.

## Stanovništvo
Prema popisu stanovništva iz 2002. godine naselje je imalo 213 stanovnika.